# Мерчантвілл (Нью-Джерсі)
Мерчантвілл (англ. Merchantville) — місто (англ. borough) в США, в окрузі Кемден штату Нью-Джерсі. Населення — 3820 осіб (2020).

## Географія
Мерчантвілл розташований за координатами 39°57′0″ пн. ш. 75°3′0″ зх. д. / 39.95000° пн. ш. 75.05000° зх. д. (39.950120, -75.050090).  За даними Бюро перепису населення США в 2010 році місто мало площу 1,55 км², уся площа — суходіл.

## Демографія
Згідно з переписом 2010 року, у селищі мешкала 3821 особа в 1574 домогосподарствах у складі 967 родин. Було 1688 помешкань
Расовий склад населення:
| - 76,6 % — білих - 13,0 % — чорних або афроамериканців - 2,3 % — азіатів - 0,4 % — корінних американців - 0,1 % — вихідців з тихоокеанських островів - 4,4 % — осіб інших рас |

До двох чи більше рас належало 3,3 %. Частка іспаномовних становила 11,6 % від усіх жителів.
За віковим діапазоном населення розподілялося таким чином: 22,5 % — особи молодші 18 років, 64,6 % — особи у віці 18—64 років, 12,9 % — особи у віці 65 років та старші. Медіана віку мешканця становила 38,6 року. На 100 осіб жіночої статі у селищі припадало 91,1 чоловіків;  на 100 жінок у віці від 18 років та старших — 88,5 чоловіків також старших 18 років.
Середній дохід на одне домашнє господарство  становив 92 315 доларів США (медіана — 69 833), а середній дохід на одну сім'ю — 102 135 доларів (медіана — 77 391). Медіана доходів становила 64 917 доларів для чоловіків та 62 917 доларів для жінок. За межею бідності перебувало 5,1 % осіб, у тому числі 0,0 % дітей у віці до 18 років та 0,0 % осіб у віці 65 років та старших.
Цивільне працевлаштоване населення становило 1843 особи. Основні галузі зайнятості: освіта, охорона здоров'я та соціальна допомога — 25,0 %, роздрібна торгівля — 16,8 %, мистецтво, розваги та відпочинок — 10,6 %, науковці, спеціалісти, менеджери — 9,1 %.